# آرنه یوهانسن
آرنه یوهانسن (انگلیسی: Arne Johansen; ۳ آوریل ۱۹۲۷ – ۲۵ اکتبر ۲۰۱۳) اسکیت‌باز سرعت اهل نروژ بود.